# Coenraad Rijkel
Pour les articles homonymes, voir Rijkel (homonyme).
Coenraad Rijkel (né en 1664 à Amsterdam ; décédé en 1726) est un facteur néerlandais d'instruments à vent de la famille des bois.

## Biographie
En tant que tailleur, Heinrich Rukoll est arrivé de Londres à Amsterdam vers 1664, son fils Coenraad Rijkel passe une partie de sa jeunesse en Angleterre, mais à l'âge de 15 ans, il commence pendant sept ans une formation de facteur de flûtes et d'instruments à vent chez Richard Haka (de), le frère de sa mère. Parallèlement, il trouve souvent le temps de jouer du basson lors de représentations théâtrales. Sa mise à son propre compte ne s'est pas faite sans heurts : Haka déplace son atelier à Amsterdam du quartier de Spui à celui du Singel, Rijkel reste à l'ancienne place et continue à utiliser le nom de son formateur jusqu'à ce que Haka y mette fin. En 1700, Rijkel peut enfin acquérir une maison sur le Spui, siège de son commerce jusqu'à la fin de sa vie. Trois flûtes à bec et deux hautbois ont été conservés de lui, et il fabriquait également des bassons baroques comme celui du Stedelijk Museum Zwolle (de). 
Un prospectus publicitaire de Rijkel documente comme nouveauté l'ajout d'une clé de la bémol sur le basson en plus des trois clés déjà habituelles à l'époque.

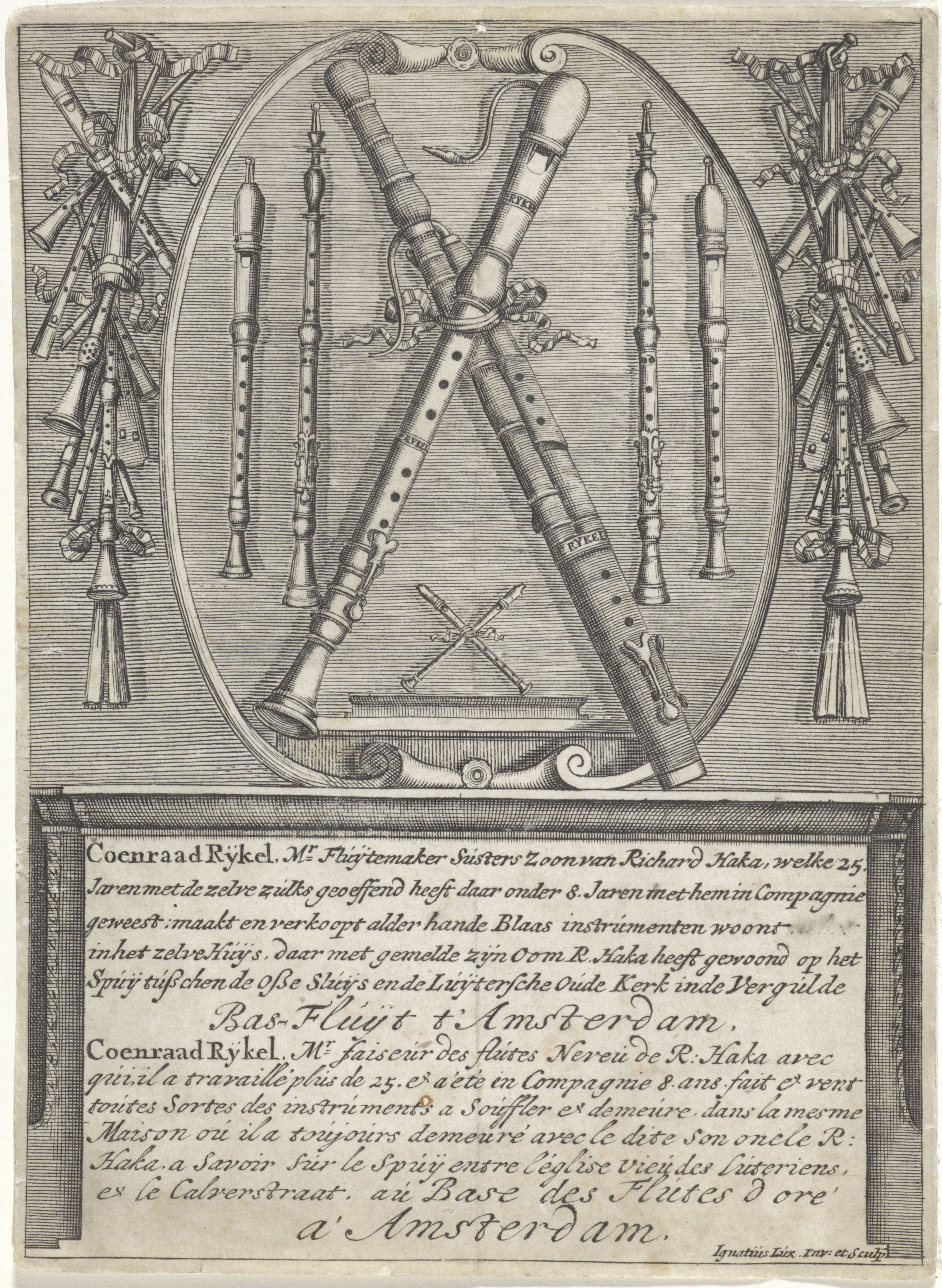
Carte de visite de Coenraad Rijkel
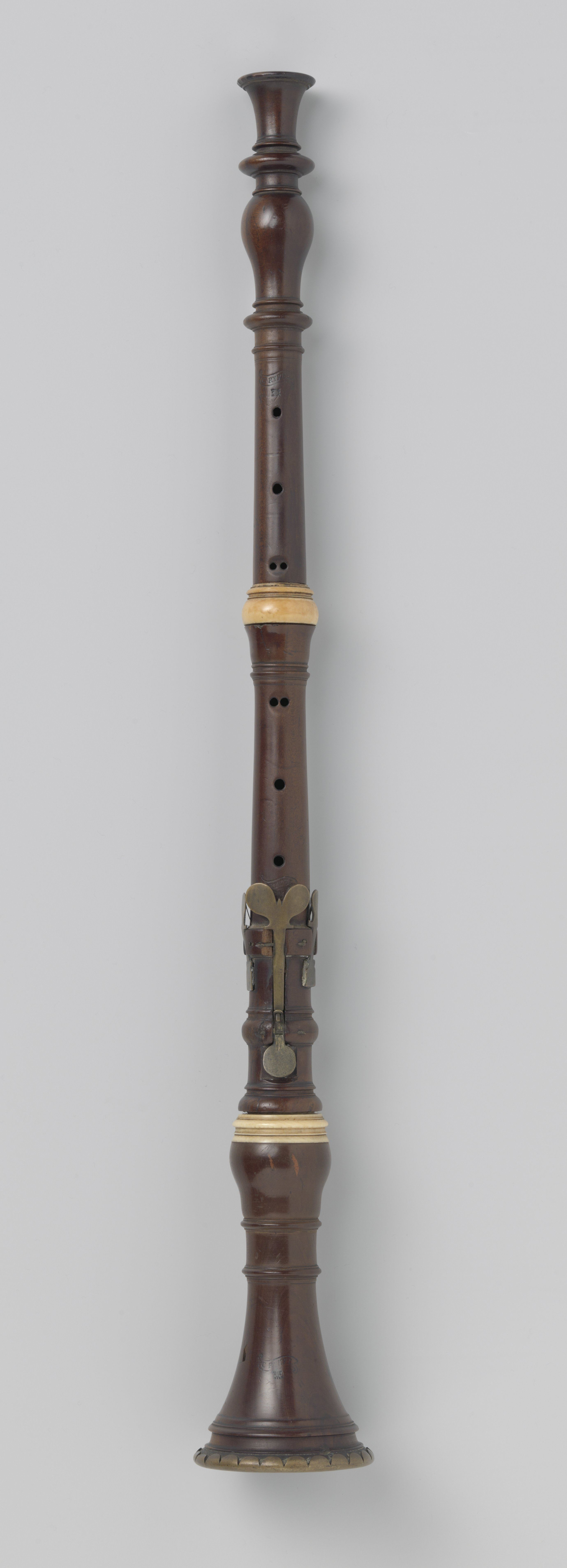
Hautbois de Rijkel